# Rekrutierung

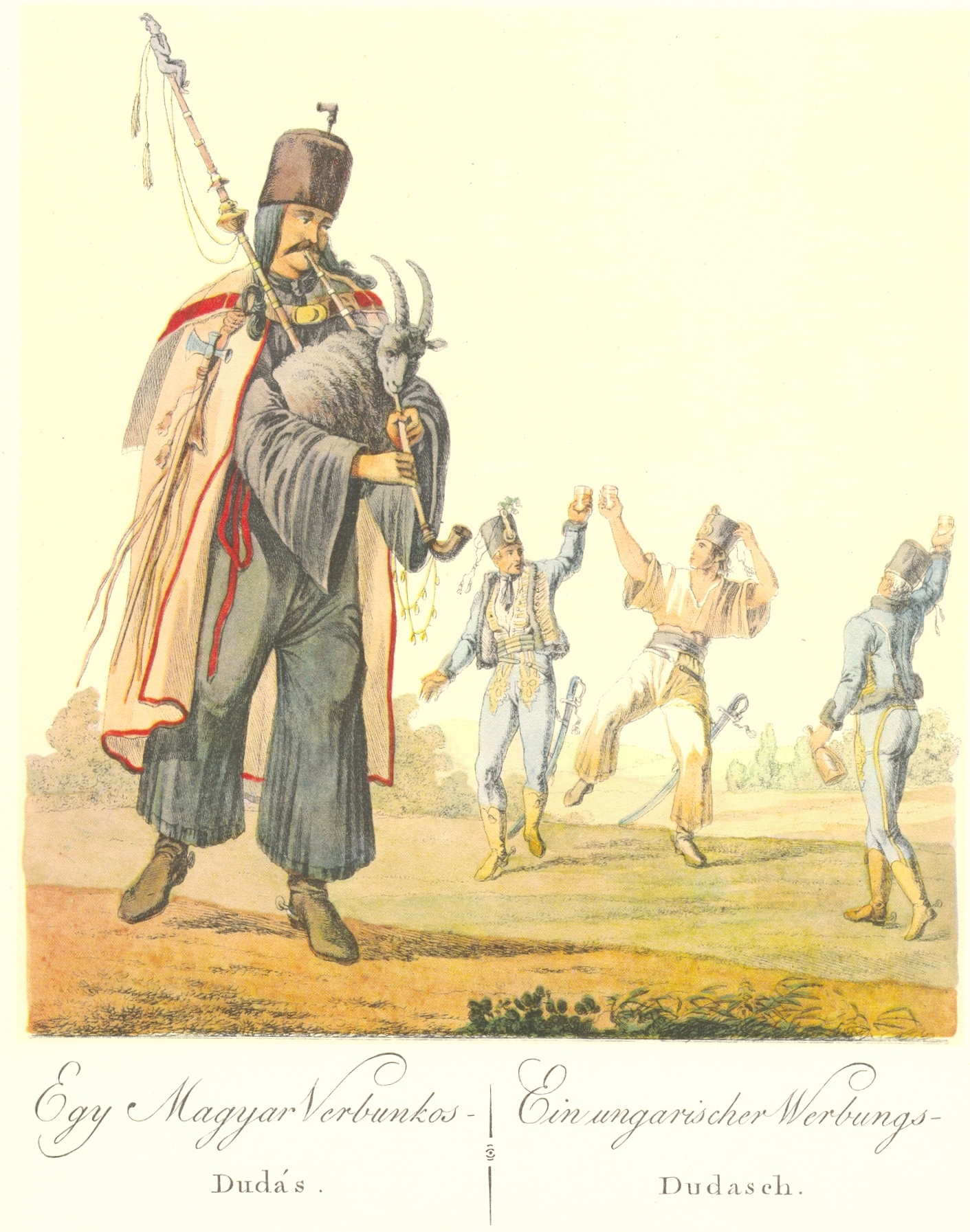
József Bikkessy Heinbucher: Dudelsackspieler bei der Soldatenwerbung (Ungarn, 1816)

Unter Rekrutierung (von Rekrut) oder Aushebung wird im Militär die Einberufung von vorher gemusterten Soldaten, Wehrpflichtigen und Milizionären in den Militärdienst verstanden. Dadurch werden militärische Einheiten wieder auf die volle Anzahl (Sollstärke) gebracht. Es werden aber auch Rekrutierungen angeordnet, um neue Einheiten aufzustellen und Zwangsarbeiter für die Wirtschaft zu gewinnen.

## Etymologie
Das Wort Rekrut stammt vom lateinischen recrescere (deutsch „wieder nachwachsen“) und bezeichnet den Prozess, militärische Einheiten auf die volle Anzahl aufzufüllen.

## Zwangsrekrutierung
In Kriegs- oder Krisenzeiten werden mitunter Zwangsrekrutierungen vorgenommen, in denen Rekruten in den Dienst der jeweiligen Streitkräfte gepresst werden. In Friedenszeiten wird der Personalbedarf der Streitkräfte ggf. auf der Grundlage einer Wehrpflicht – ergänzend zu den Freiwilligen – gedeckt. Die Zwangsrekrutierung von Staatsangehörigen der gegnerischen Partei ist durch das Kriegsvölkerrecht untersagt.
Beispiele:
- Knabenlese hieß das System der im Osmanischen Reich praktizierten Aushebung bzw. Zwangsrekrutierung und -islamisierung, bei der christliche, vorwiegend männliche Jugendliche aus ihren Familien verschleppt und islamisiert wurden, um sie anschließend zum Teil an hervorgehobener Stelle im Militär- und Verwaltungsdienst des Reiches einzusetzen.
- Als Schanghaien wird in der Seemannssprache das gewaltsame Rekrutieren von Seeleuten für Kriegs- und Handelsschiffe durch Presskommandos bezeichnet.
- Im Zweiten Weltkrieg wurden in den durch das Deutsche Reich besetzten Gebieten zusätzlich zu dem Freiwilligenaufkommen Männer aus Polen, Slowenien, Luxemburg (siehe Luxemburger Zwangsrekrutierte), Belgien, dem Elsass und Lothringen (Malgré-nous) zum Kriegsdienst in Wehrmacht oder Waffen-SS gezwungen. Betroffen waren rund 100.000 Elsässer und 30.000 Lothringer. Das NS-Regime betrachtete sie aufgrund ihrer Deutschstämmigkeit als Volksdeutsche. Auch wurden Frauen zwangsrekrutiert und meist in Rüstungsbetrieben eingesetzt.[1] Um der zwangsweisen Einziehung zu entgehen, gingen zahlreiche Männer in den Untergrund oder in den bewaffneten Widerstand. Deren Familien waren häufig Repressionen ausgesetzt. Nach dem Krieg wurden sie in ihrer Heimat oft als Kollaborateure behandelt.[2]
- Im Drogenkrieg in Mexiko (seit 2006) werden vor allem finanziell schlechtergestellte Mexikaner in ländlichen Gebieten Ziel von Zwangsrekrutierungen durch Drogenkartelle. Über 125.000 Menschen verschwanden im Zuge des Krieges bzw. gelten als Vermisste Person. Nicht wenige werden von den Drogenkartellen entführt und – unter Androhung von Erschießung bei Verweigerung – zwangsrekrutiert.[3][4][5]
- Vor Beginn der russischen Invasion in die Ukraine wurde ukrainischen Männern in den selbstproklamierten Volksrepubliken Donezk und Luhansk die Ausreise untersagt; viele wurden zwangsrekrutiert und nach einer militärischen Kurzeinführung ohne Verpflegung an die Front geschickt, um dort gegen ihre eigenen Landsleute zu kämpfen.[6][7][8] Nach Beginn der russischen Invasion gingen – je länger der Krieg vordauerte – auch die ukrainischen Streitkräfte aufgrund eines Mangels an Freiwilligen dazu über, Wehrpflichtige zwangszurekrutieren.[9][10][11][12]